# کشتی مین‌جمع‌کن کلاس کایت
کشتی مین‌جمع‌کن کلاس کایت (به انگلیسی: Kite-class minesweeper) یک کلاس از کشتی است که طول آن ۱۲۳ فوت ۱۰ اینچ (۳۷٫۷۴ متر) می‌باشد.